# إقليم هوفدستادن
إقليم هوفدستادن (بالدنماركية: Region Hovedstaden) أو إقليم عاصمة الدنمارك هو أحد أقاليم الدنمارك. يقدر عدد سكانه بـ 1,749,405 نسمة ومساحته 2,568.29 كم2.

## أعلام
- بنت بيدرسن
- بريبين وندغرين كريستنسن
- إلين برايس
- هانس كريستيان نيلسن
- أندرو هولساجر